# 백색 혁명

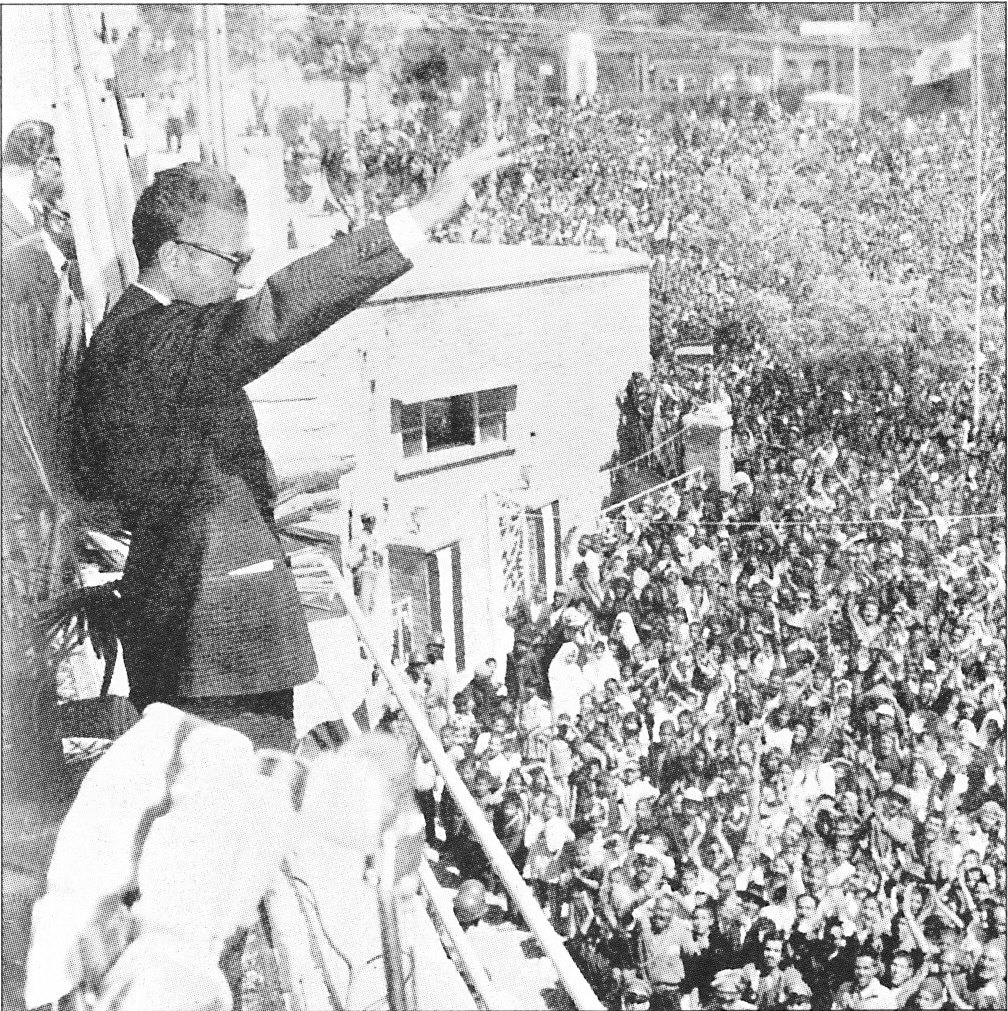
백색 혁명의 의의에 대해 연설하는 팔레비 샤.

백색 혁명(페르시아어: انقلاب سفید, 영어: White Revolution 또는 Shah and People Revolution)은 1953년 미국의 지원으로 민족주의자 모사데그를 축출하고 복귀한 팔레비 국왕이 친미노선을 견지하며 추진한 개혁이다. 1963년부터 토지개혁·여성참정권 부여 등의 근대화 작업에 착수했으나 왕권 안정을 위한 국방비 증액과 인플레이션, 생필품 부족 등에 대한 국민의 불만, 전통적인 이슬람·민족주의 세력의 저항을 불러와, 후일 이란 혁명의 기초가 되었다.

## 참고 자료
- 이 문서에는 다음커뮤니케이션(현 카카오)에서 GFDL 또는 CC-SA 라이선스로 배포한 글로벌 세계대백과사전의 내용을 기초로 작성된 글이 포함되어 있습니다.